# Parkersburg (West Virginia)
Parkersburg er en by i den amerikanske delstat West Virginia. Byen har 29.738(2020) indbyggere og er administrativt center i det amerikanske county Wood County.